# 조현룡
조현룡(趙顯龍, 1945년 12월 30일 ~ )은 대한민국의 정치인이다.

## 학력
- 1958년 완월국민학교 졸업
- 1961년 해운중학교 졸업
- 1964년 마산고등학교 졸업

### 비학위 수료
- 2000년 경희대학교 행정대학원 고위정책과정 수료

## 경력
- 건설교통부 행정담당관
- 1990년: 국토해양부 도시교통운영과 과장
- 1999년: 건설교통부 부산항공청장
- 2002년: 한국고속철도건설공단 부이사장
- 2004년: 한국철도시설공단 상임고문
- 전국화물자동차공제조합 이사장
- 한국철도협회 회장
- 2008년 8월 ~ 2011년 8월: 한국철도시설공단 이사장
- 2012년 5월 ~ 2015년 11월: 제19대 국회의원 (경남 의령군함안군합천군/새누리당)
- 2012년 5월: 국회 국토해양위원회 위원
- 2012년 7월: 제19대 국회 예산결산특별위원회 위원
- ~ 2013년 7월: 새누리당 경상남도당 위원장
- 2013년 4월: 제19대 국회 국토교통위원회 위원
- 2014년 6월 ~ 2015년 11월: 제19대 국회 후반기 기획재정위원회 위원

## 상훈
- 1999년 대통령표창
- 1994년 정부 녹조근정훈장
- 1984년 정부 근정포장

## 논란

### 철피아 비리로 5년 징역 및 의원직 상실
한국철도시설공단 이사장으로 재직할 때와 2012년 4월 당선돼 국회 국토교통위원회 소속으로 배치됐을 때 철도부품 제작업체 삼표이앤씨로부터 억대 금품을 받았다는 정황이 발견되어 검찰의 수사를 받게 되었고 징역 5년과 벌금 6천만원, 추징금 1억 6천만원을 선고한 원심이 확정되어 의원직을 상실하였다.

## 역대 선거 결과
|  | 27.51% |

|  | 54.48% |